# Kościół św. Mikołaja w Bardzie
Kościół św. Mikołaja w Bardzie – zabytkowy rzymskokatolicki kościół parafialny w Bardzie, w powiecie wrzesińskim, w województwie wielkopolskim. 
Siedziba parafii pw. św. Mikołaja.

## Historia
Świątynia wzniesiona na wzgórzu dominującym nad okolicą w 1783, w stylu klasycystycznym (nazwa wsi wywodzi się z języka staropolskiego, gdzie bardo oznacza wzgórze). Parafię wyłączono z kasztelanii biechowskiej na przełomie XIII i XIV wieku. Pierwszym historycznym proboszczem był Wojciech – wzmianka w 1399.
Pierwotny kościół drewniany. W pierwszej połowie XVI wieku właściciel dóbr – Krzysztof Bardzki, odsprzedał obiekt wiernym kalwińskim (później potomkowie Bardzkiego powrócili do katolicyzmu, wraz z kościołem). 4 sierpnia 1783 wmurowano kamień węgielny pod murowany, obecny kościół (fundacja Ignacego Suchorzewskiego – kolejnego właściciela Barda).

## Architektura
Obiekt trzynawowy z kwadratową zakrystią, dobudowaną prawdopodobnie w XVIII wieku. Dwa rokokowe ołtarze boczne z XVIII-wiecznymi obrazami. W ołtarzu głównym obraz Matki Boskiej Szkaplerznej, uważany za cudowny. Ambona klasycystyczna. Dzwon pochodzi z 1716, z poprzedniego kościoła. 
Przy kościele figura Najświętszego Serca Pana Jezusa, ufundowana w 1930 r. przez Franciszka Eustachego Hutten-Czapskiego (1873-1953), zniszczona przez oficera nazistowskiego w 1944 r., przeniesiona przed kościół, odmalowana i poświęcona w 200. Pełną rekonstrukcję figury przeprowadzono w lipcu 2013. 
Niegdyś, przy kościele znajdował się cmentarz. Dziś zostały tylko nagrobki: Franciszka Hutten-Czapskiego  i jego żony Anny Broeckere, których zwłoki sprowadzono z Gniezna do Barda oraz Katarzyny Manickiej zmarłej w 1875.
Od 2012 proboszczem jest ks. Stanisław Trzepkowski.

## Galeria

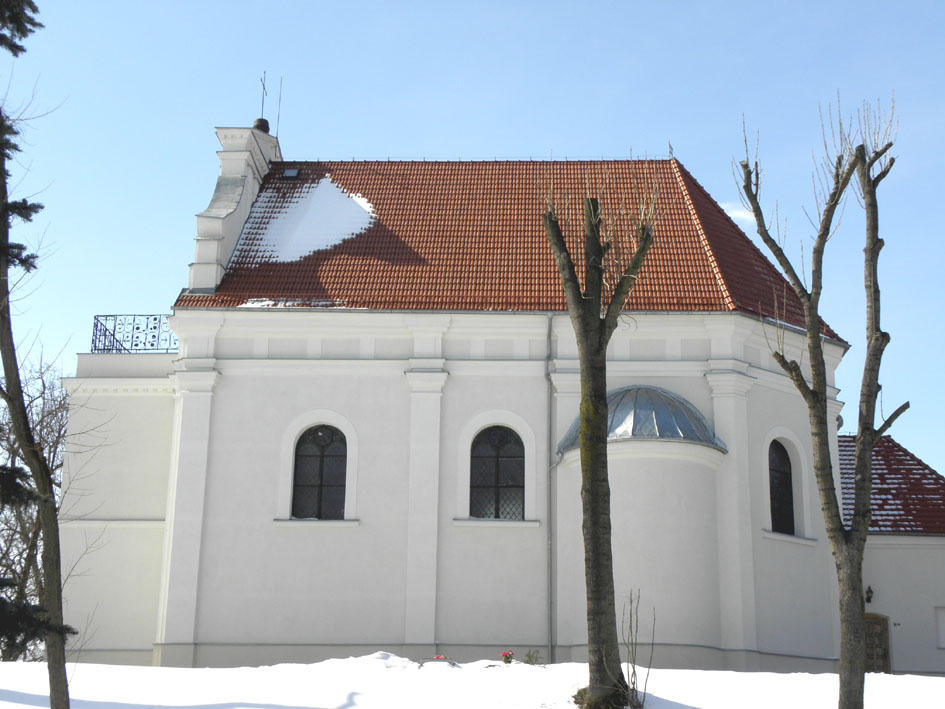
Elewacja boczna (wschodnia)
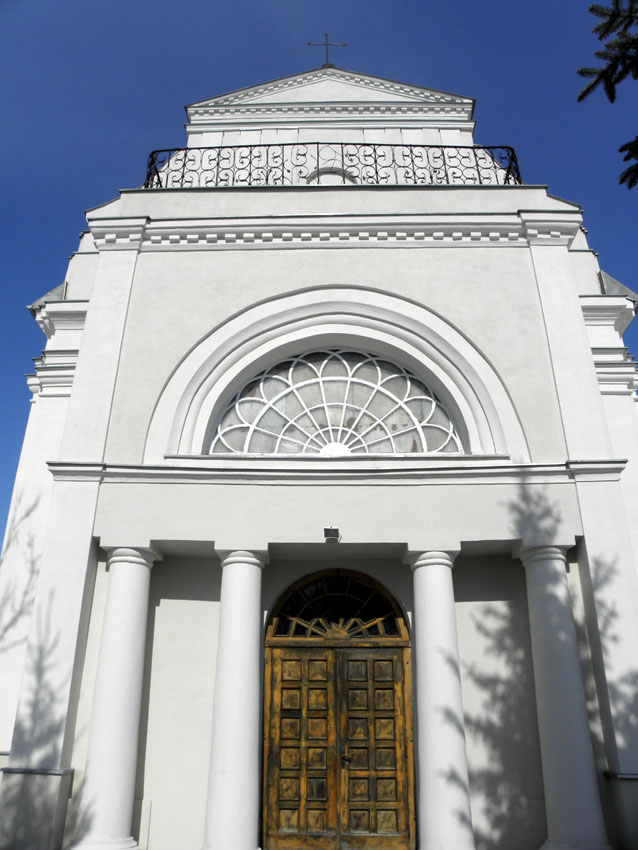
Wejście główne
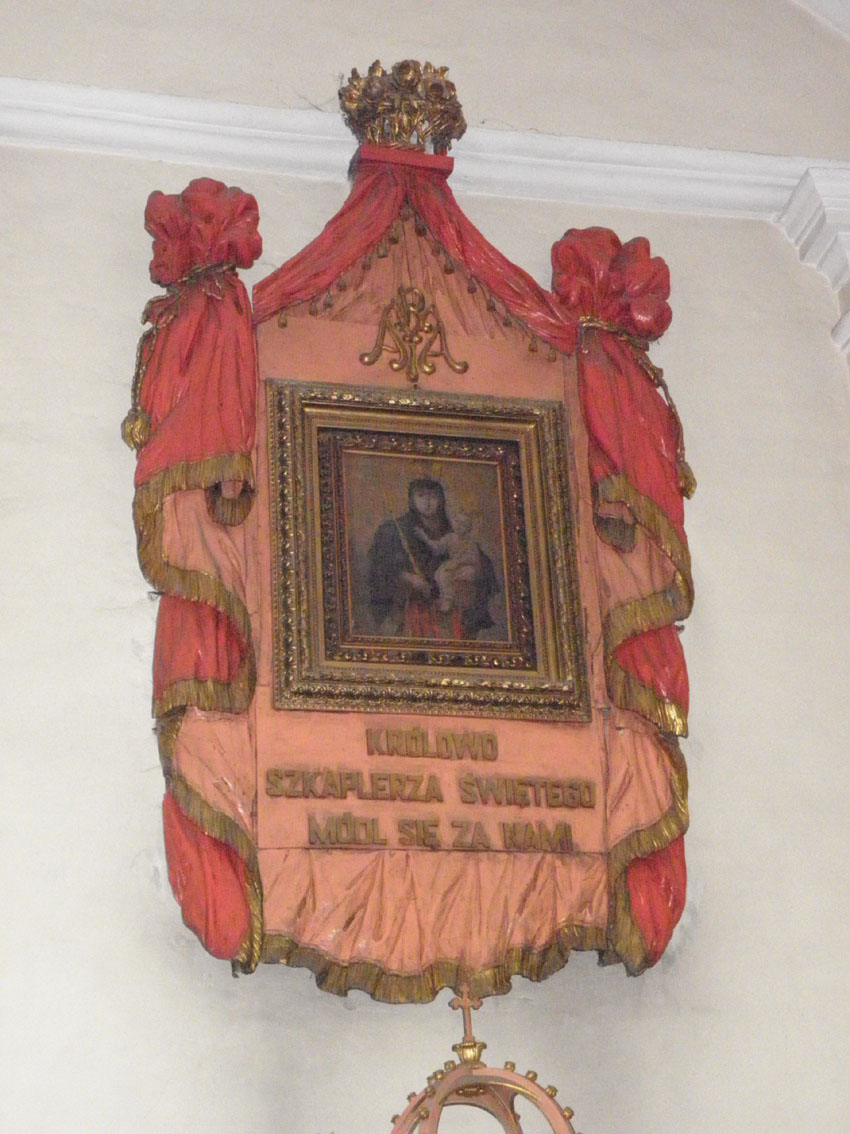
Ołtarz Matki Boskiej Szkaplerznej
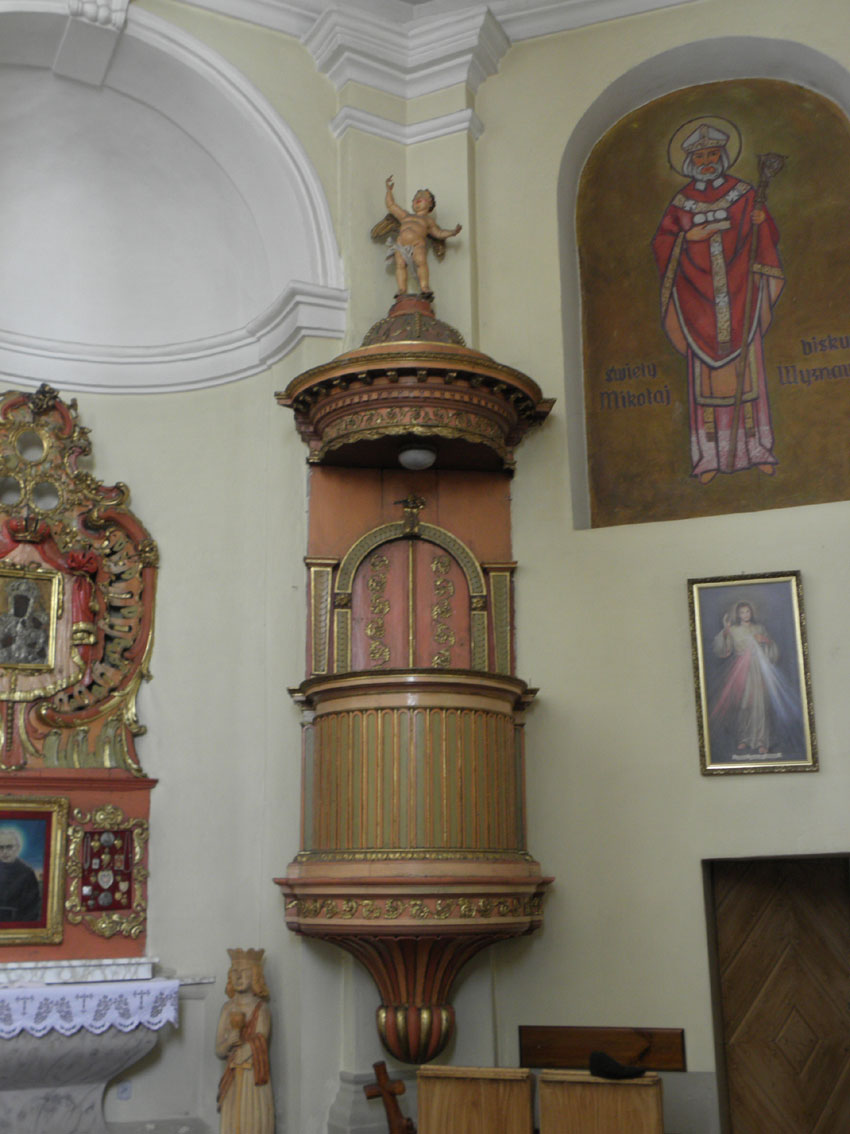
Ambona klasycystyczna
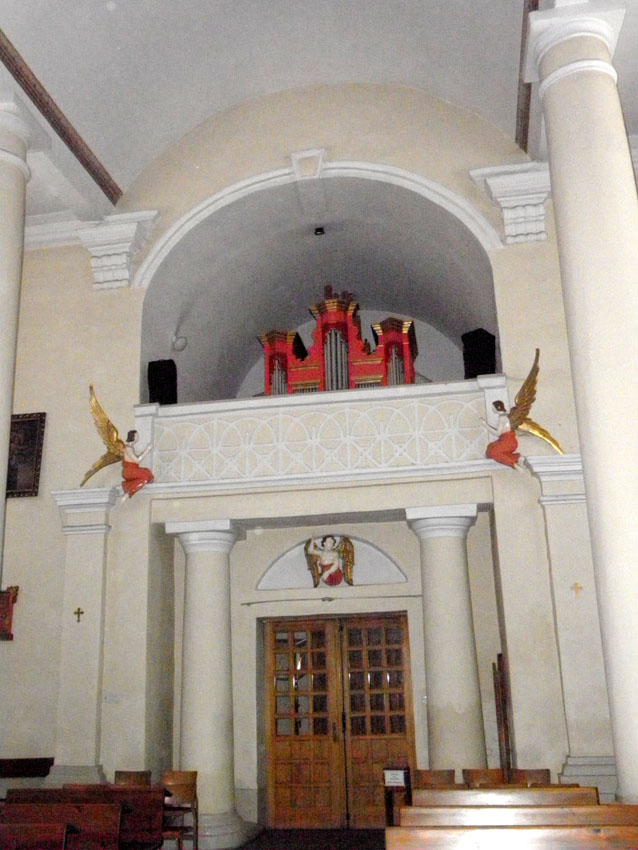
Wnętrze kościoła - organy
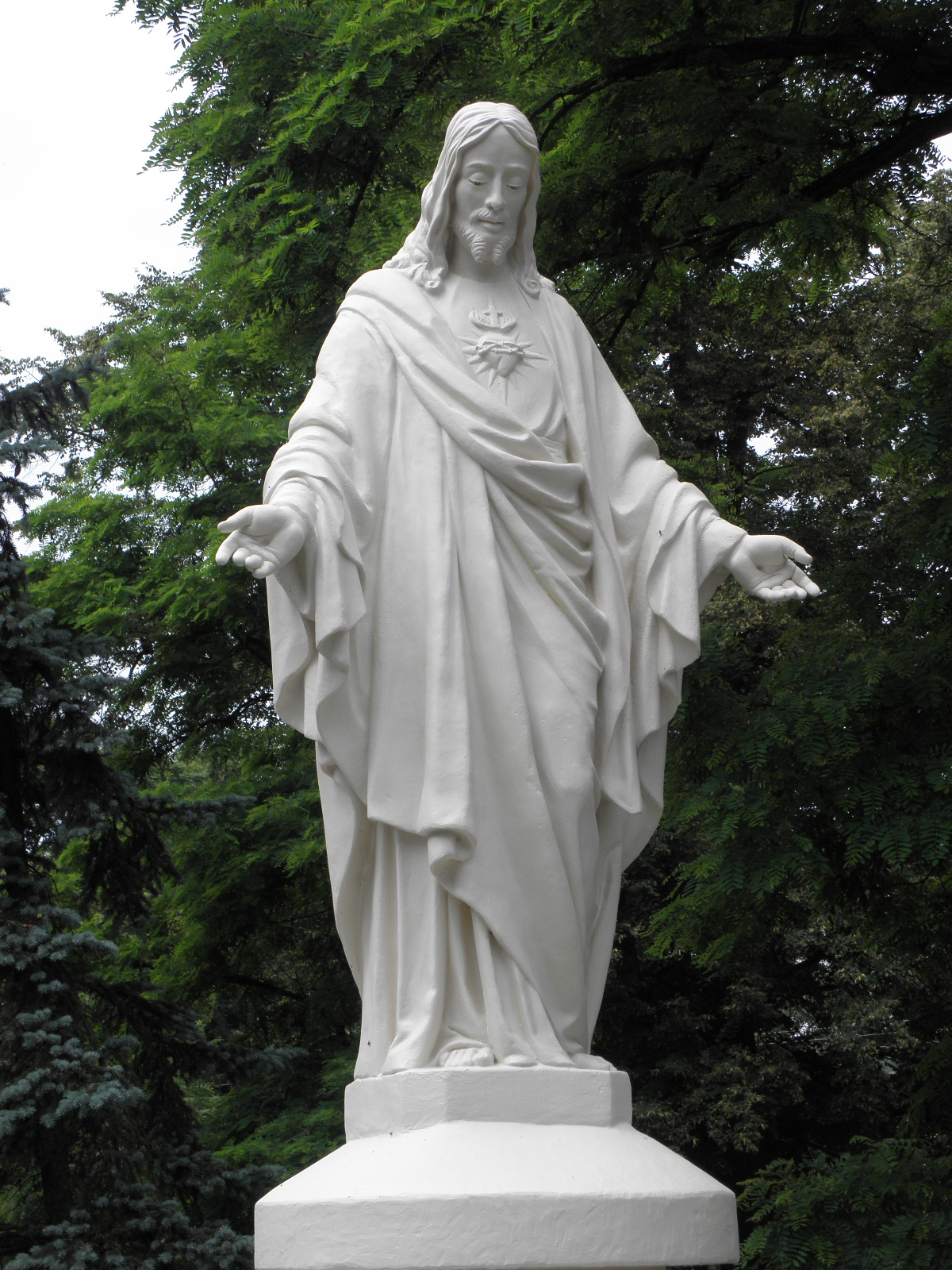
Figura Najświętszego Serca Pana Jezusa po rekonstrukcji w 2013